# گوگل ورکسپیس
گوگل ورکسپیس (به انگلیسی: Google Workspace) که قبلا با نام «مجموعه نرم‌افزارهای جی» شناخته می شد، مجموعه‌ای از نرم‌افزارهای طراحی شده برای بردازش ابری، ابزارهای بالابردن بازدهی کاربران و فراهم کردن بستر همکاری با سایر کارمندان است که توسط شرکت گوگل در تاریخ ۸ شهریور ۱۳۸۵ خورشیدی به نام کامل «نرم‌افزارهای گوگل برای دامنهٔ شخصی شما» راه اندازی شد. این مجموعه شامل جی‌میل، هنگ‌اوتس، تقویم، کارنتس برای بالا بردن راندمان مکاتبات و مکالمات، درایو برای ذخیره‌سازی اطلاعات دیجیتال، داکس، شیتس، اسلایدز، کیپ، فُرمز و سایتس برای بالابردن بازدهی و همکاری بیشتر بین کارمندان تشکیل شده‌است.
بر اساس نیاز شرکت‌ها میزان فضای ذخیره‌سازی اطلاعات و سایر خدمات قابل تغییر است. در چند سال اول کابران شرکت‌های کوچک به‌طور رایگان می‌توانستند از این خدمات رایگان استفاده کنند اما بعدتر امکان ساخت حساب کاربردی رایگان حذف شد و رفته‌رفته خدماتی یکسان به همهٔ کابران ارائه می‌شود. برای مثال همهٔ کابران به فضای ذخیره‌سازی ابری نامحدود دسترسی دارند.
با توجه به اینکه این مجموعه توسط گوگل ارائه می‌شود، تمامی داده‌های کاربران در پایگاه‌های دادهٔ گوگل ذخیره شده و بین این پایگاه‌ها به منظور ایجاد نسخهٔ پشتیبانی در گردش هستند. در این سرویس‌ها تبلیغات وجود ندارد و داده‌های کاربران در برنامه‌های تبلیغاتی استفاده نمی‌شود. علاوه بر این، مدیران این سرویس قادر به تغییر سطح امنیت و حریم خصوصی کاربران هستند.
در تاریخ ۱۳ فروردین ۱۳۹۹ این سرویس گوگل ۶ میلیون شرکت خصوصی و ۱۲۰ میلیون کاربر دانشگاهی داشت.